# 村田邦夫
村田邦夫（むらた くにお、1953年 - ）は、日本の政治学研究者。神戸市外国語大学名誉教授。

## 来歴
愛媛大学法文学部法学科卒、1983年神戸大学法学研究科公法専攻博士課程単位取得退学。松山商科大学講師、松山大学助教授、1993年神戸市外国語大学外国語学部助教授、国際関係学科教授（政治学専攻）。  

## 著書
- 『イギリス病の政治学 19-20世紀転換期における自由主義による危機対応過程』晃洋書房 松山大学研究叢書 1990
- 『民主化の先進国がたどる経済衰退 経済大国の興亡と自由民主主義体制の成立過程に関する一仮説』晃洋書房 1995
- 『戦前と戦後の民主化過程における構造的同質性に関して―民主化の形成・発展モデルによる考察―』単著　神戸市外国語大学研究叢書　第27冊　1997
- 『史的システムとしての民主主義 その形成,発展と変容に関する見取図』晃洋書房 1999
- 『覇権システム下の「民主主義」論 何が「英霊」をうみだしたか』御茶の水書房 2005
- 『「日本人」と「民主主義」―エッセー風モノグラフ―』単著　神戸市外国語大学研究叢書第41冊　2007
- 『「日本人」と「民主主義」』御茶の水書房 2009
- 『日本人の物語』　単著　神戸市外国語大学研究叢書　第48冊　2010
- 『21世紀の「日本」と「日本人」と「普遍主義」―「平和な民主主義」社会の実現のために「勝ち続けなきゃならない」世界・セカイとそこでの戦争・センソウ』　単著　晃洋書房　2014

## 論文
・「世紀転換期のイギリス自由主義―旧自由主義から新自由主義の形成に向けて―」(『六甲台論集』第30巻第1号所収) 単著　神戸大学大学院研究会　1983 
・「カルチュラル・ポリティクスからみた現代イギリス政治とその問題点―イギリス近代化の政治戦略構想とその挫折に関して―」(『松山大学論集』第4巻第1号所収) 単著　松山大学学術研究会　1991 
・「夏目漱石の苦悩に学ぶ日本経済の構造転換―「民主化」の先進国が辿る経済衰退史」(『週刊ダイヤモンド』1994年 3月19日号) 単著　ダイヤモンド社 
・『史的システムとしての民主主義』再考」(『神戸外大論叢』第51巻第7号所収) 単著　外大研究会　2000 
・「グローバリゼーション」と「民主主義」」(『外国学研究』LL所収) 単著　外大研究会　2000
・「イラクに「民主主義」を押しつけているのは何か―「民主主義」の「構造」と「発展」方向の転換という観点から―」（『アソシエ』15号（『ポスト・イラクの自由と民主主義』）所収　）単著　御茶の水書房　2005 
・「中国の「ナショナリズム」に関する一試論―丸山眞男の「幸福な結婚」論を手掛りとして―」（『アソシエ』16号（『超国家の系譜』）所収）単著　御茶の水書房　2005
・「「日本人」と「民主主義」」（神戸外大論叢第58巻第5号）単著　外大研究会　2009 
・「「日本人」と「民主主義」（続・完）―「パックス・アメリカーナ」の下での「平和」と「民主主義」―」（神戸外大論叢第59巻第5号）単著　外大研究会　2008 
・「「民主主義」論のあらたなるパラダイムを求めて―「民主主義」の構造転換を理解するために―」（外国学研究74（『グローバリゼーション・デモクラシー・国民国家をめぐる考察』）所収）単著　神戸市外国語大学　2009 
・「「日本人」と「民主主義」再考」（神戸外大論叢第60巻第4号）単著　外大研究会　2009
・「正しい軌道」として選択された「自由民主主義」体制 : なぜ｢原発労働者｣の｢人権｣は守られないのか（１） (2)　(『神戸外大論叢』第62巻第1号・第63巻1号所収) 単著　外大研究会　2011・2013
・「インターナショナリゼーション」の時代における「民主主義」論」（神戸市外国語大学外国学研究）　84巻　2013
・「グローバリゼーション」の波間に漂い続ける「民主主義」社会 : 「ポスト・グローバリゼーション」の時代ははたして到来するのか」（神戸市外国語大学外国学研究）　84巻　2013
・　中国の「ナショナリズム」に関する 一考察ー「国権」と「民権」の共時的関係史の観点から（１）(2)」(『神戸外大論叢』第65巻第4号所収) 単著　外大研究会　2015
・「歴史叙述の神話」に関する一考察－「システム」とその自己完結運動から「歴史」を語り直す―」」(『神戸外大論叢』第66巻第3号所収) 単著　外大研究会　2016
・「白杖」に伝わる人の「優しさ」と「残酷さ」 ： 「差別と排除の関係史」考　(『神戸外大論叢』第70巻第1号所収) 単著　外大研究会　2019

## 参考
- 神戸市外国語大学
- 『現代日本人名録』2002年